# Ядлівчак лісовий
Ядлівча́к лісовий (Colluricincla megarhyncha) — вид горобцеподібних птахів родини свистунових (Pachycephalidae). Мешкає в Австралії, на Новій Гвінеї та на сусідніх островах.

## Опис
Довжина птаха становить 18-21 см, вага 34-42 г. Голова, шия і верхня частина тіла темно-оливково-коричневі або сіро-коричневі, крила більш темні. Від дзьоба до очей ідуть білуваті смуги, навколо очей білувато-коричневі кільця. Підборіддя білувато-коричневе, горло коричневе. Нижня частина тіла світло-коричнева, груди поцяткована чорними смужками, хвіст знизу коричнево-сірий. Дзьоб рожевувато-коричневий, знизу світліший. Райдужки темно-червоні, навколо очей сірі кільця. Лапи рожевувато-сірі.

## Підвиди
Виділяють три підвиди:
- C. m. megarhyncha (Quoy & Gaimard, 1832) — острови Раджа-Ампат, півострів Чендравасіх, захід Нової Гвінеї;
- C. m. parvula Gould, 1845 — північний схід Західної Австралії і регіон Топ-Енд[en] на Північній Території (на схід до затоки Карпентарія);
- C. m. aruensis (Gray, GR, 1858) — острови Ару і регіон Транс-Флай на півдні Нової Гвінеї.

За результатами молекулярно-генетичного дослідження виявилось, що ядлівчак лісовий насправді є комплексом видів. Рудобокі, оливкові, затокові, тагульські, сірогорлі та австралійські ядлівчаки вважалися конспецифічними з лісовим ядлівчаком, однак були визнані окремими видами.

## Поширення і екологія
Лісові ядлівчаки мешкають в Австралії, Індонезії і Папуа Новій Гвінеї. Вони живуть переважно у рівнинних і гірських вологих тропічних лісах і на узліссях, трапляються в мангрових лісах. Зустрічаються поодинці або парами, іноді невеликими зграйками. Живляться комахами та іншими безхребетними, яких шукають серед листя. Сезон розмноження триває з серпня по лютий. Гніздо чашоподібне, робиться з гілочок, корінців, сухого листя і папороті. В кладці 2 яйця. За сезон може вилупится два виводки.